# Durdat-Larequille
Durdat-Larequille é uma comuna francesa na região administrativa de Auvérnia-Ródano-Alpes, no departamento Allier. Estende-se por uma área de 24,23 km². Em 2010 a comuna tinha 1 434 habitantes (densidade: 59,2 hab./km²).